# Controversia tra Taylor Swift e Ticketmaster

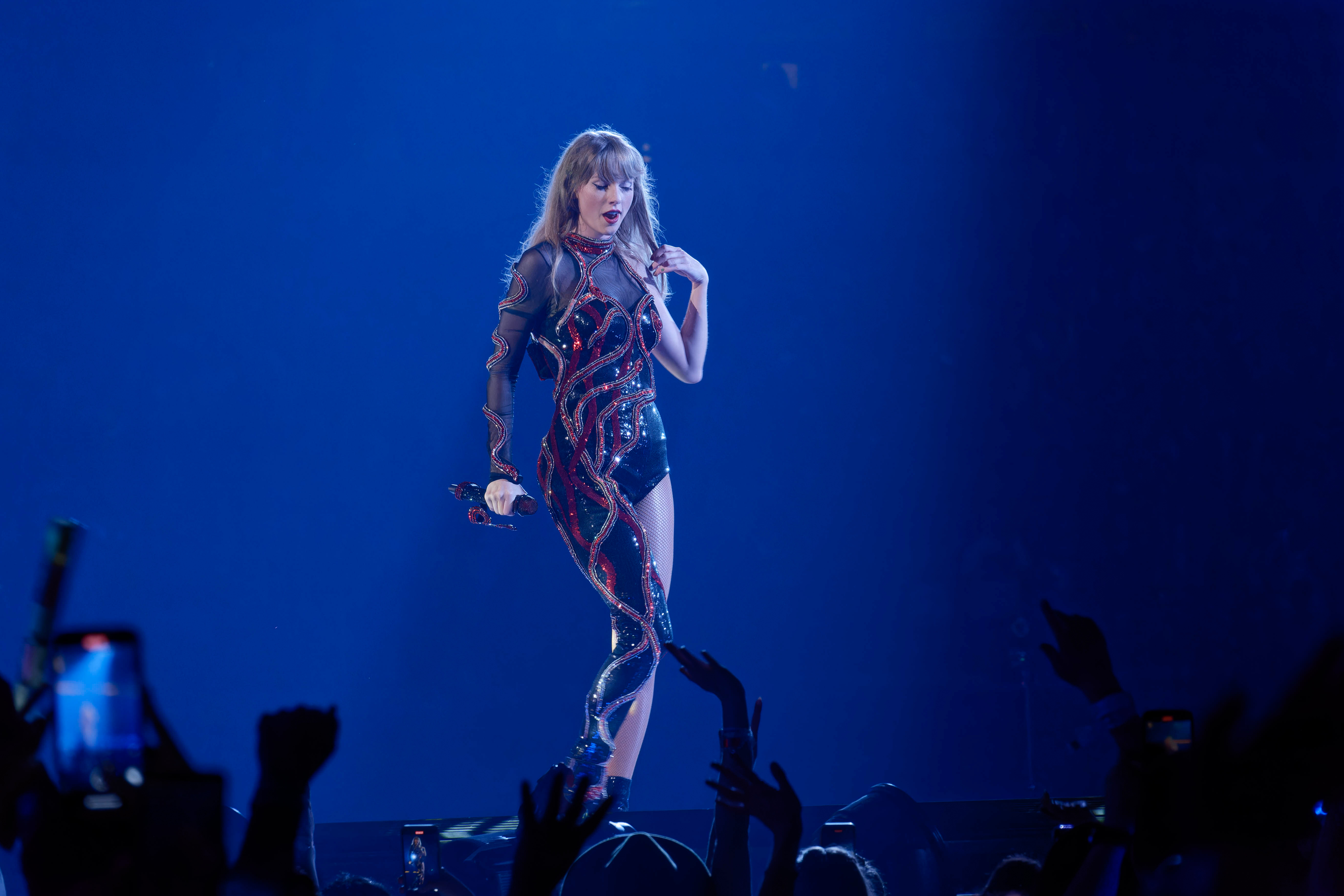
Taylor Swift si esibirà nel The Eras Tour nel 2023. Ticketmaster è stata criticata per aver gestito male la vendita dei biglietti del tour negli Stati Uniti.

La piattaforma americana per la vendita di biglietti Ticketmaster e la sua società madre Live Nation Entertainment sono state accolte con ampie critiche da parte del pubblico e con un'attenzione politica critica per gli errori commessi nella vendita dei biglietti per la tappa statunitense del 2023 del The Eras Tour, il sesto tour di concerti di Taylor Swift, nel novembre 2022. I media hanno descritto la richiesta dei biglietti del The Eras Tour come "astronomica", con 3,5 milioni di persone registrate al programma di prevendita Verified Fan di Ticketmaster negli Stati Uniti
Quando la vendita è stata messa online il 15 novembre 2022, il sito web si è bloccato nel giro di un'ora, con gli utenti disconnessi o bloccati in una coda; ciononostante, sono stati venduti 2,4 milioni di biglietti, battendo il record per il più alto numero di biglietti venduti in un solo giorno mai da un artista. Ticketmaster ha attribuito il crollo al traffico intenso del sito - “una domanda senza precedenti con milioni di persone che si sono presentate” - ma gli utenti si sono lamentati del pessimo servizio clienti. Live Nation ha attribuito la colpa alla domanda "sbalorditiva" di Swift che li ha "travolti" oltre la capacità, e ha annullato la vendita generale a causa di un inventario "insufficiente" insieme alle scuse.
I bagarini avevano acquistato un gran numero di biglietti e li avevano messi in vendita su siti web di bagarinaggio a prezzi esorbitanti. Numerosi fan e associazioni di consumatori hanno denunciato la frode di Ticketmaster. In risposta, diversi membri del Congresso degli Stati Uniti hanno espresso la volontà di annullare la fusione del 2010 tra Ticketmaster e Live Nation, che hanno definito un monopolio privo di pressione competitiva, che ha portato a un servizio scadente e a prezzi esorbitanti. Il promotore del tour di Swift, AEG Presents, ha affermato che gli accordi esclusivi di Ticketmaster con la maggior parte dei locali che ospitano concerti negli Stati Uniti hanno convinto AEG a collaborare con loro. Nel dicembre 2022, diversi tifosi hanno fatto causa a Ticketmaster per numerose violazioni, tra cui inganno intenzionale, frode, fissazione dei prezzi e violazioni antitrust. Le pubblicazioni hanno sostenuto che la controversia metteva in luce uno dei problemi di lunga data nella industria musicale e che il dipartimento della giustizia degli Stati Uniti d'America stava indagando sulla fusione.
Nel 2023, la Commissione Giustizia del Senato degli Stati Uniti esaminò il fiasco con un'udienza, in cui i senatori bipartisan criticarono aspramente Ticketmaster. Stati come New York, Texas, Massachusetts e California hanno messo al bando i bot degli speculatori e regolamentato i modelli di prezzo. A seguito delle pressioni esercitate dal presidente degli Stati Uniti Joe Biden, Ticketmaster e altre piattaforme di biglietti hanno concordato di abolire le commissioni inutili e di mostrare in anticipo ai consumatori tutte le commissioni. La Federal Trade Commission ha deciso di imporre un divieto federale su tutte le commissioni ingannevoli e a sorpresa. Ticketmaster è stata nuovamente criticata quando le vendite del The Eras Tour nel Regno Unito e in Francia hanno riscontrato problemi simili ed è stata citata in giudizio dalla sottocommissione permanente per le indagini degli Stati Uniti. Nel maggio 2024, il governo federale degli Stati Uniti d'America, cofirmato da 29 stati federati degli Stati Uniti d'America, ha intentato una causa antitrust contro Live Nation–Ticketmaster, accusandola di pratiche commerciali illecite che hanno danneggiato l'industria della musica dal vivo e cercando di annullare la fusione.

## Contesto

### Ticketmaster
Ticketmaster Entertainment, Inc. è una società americana di vendita e distribuzione di biglietti con sede a Beverly Hills, California, e attività in molti paesi in tutto il mondo. Fu fondata a Phoenix, in Arizona, nel 1976 dai membri dello staff del college Peter Gadwa e Albert Leffler, così come dall'uomo d'affari Gordon Gunn III.

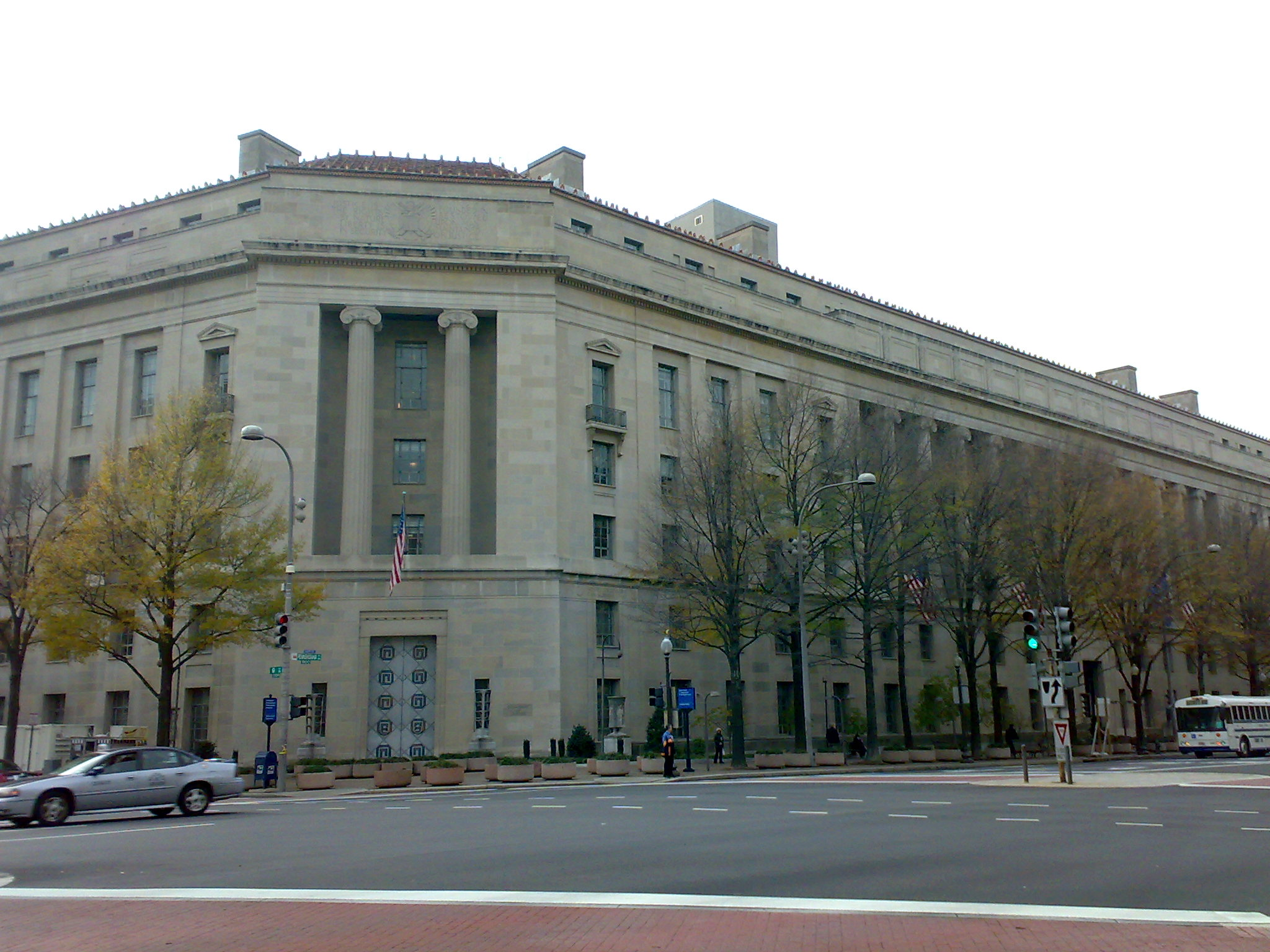
L'ufficio del Dipartimento della giustizia degli Stati Uniti d'America a Washington, DC

Nel 1994, il gruppo rock americano Pearl Jam presentò un reclamo alla divisione antitrust del Dipartimento della giustizia degli Stati Uniti d'America, sostenendo che Ticketmaster aveva un "monopolio praticamente assoluto sulla distribuzione dei biglietti per i concerti" e aveva tentato di prenotare il suo tour solo in locali che non si avvalevano di Ticketmaster. Tuttavia, non è stata intrapresa alcuna azione nei confronti di Ticketmaster. Nel 21° secolo, Ticketmaster è diventata la più grande società di vendita di biglietti al mondo.
Nel febbraio 2009, Ticketmaster ha stipulato un accordo per fondersi con il più grande promotore di eventi al mondo, Live Nation, per formare Live Nation Entertainment. L'accordo è stato approvato dal Dipartimento della giustizia degli Stati Uniti d'America nel gennaio 2010 a condizione che la società vendesse Paciolan a Comcast Spectacor o a un'altra azienda e concedesse in licenza il suo software ad Anschutz Entertainment Group (AEG), il suo più grande concorrente. La nuova società, che si chiamerebbe Live Nation Entertainment, sarebbe inoltre soggetta per 10 anni a disposizioni che le impedirebbero di esercitare ritorsioni contro i locali che collaborano con società di biglietteria concorrenti. Il CEO di Live Nation Michael Rapino è stato nominato CEO della nuova società.
Ticketmaster è stato oggetto di numerose controversie, come accuse anti-concorrenza, relazioni ingannevoli con i bagarini, violazione dei dati, prezzi ingannevoli e prezzi dinamici. Secondo le organizzazioni dei consumatori, Ticketmaster e Live Nation controllano oltre il 70% del mercato primario dei biglietti e dei luoghi per eventi dal vivo. La fusione è stata oggetto di critiche di lunga data. All'inizio del 2022, sia Ticketmaster che Live Nation hanno ricevuto critiche dal pubblico e attenzione dai media per i loro prezzi dinamici e il modello di biglietti "platino", quando i biglietti per i tour del 2023 di Bruce Springsteen e dei Blink-182 (entrambi promossi da Live Nation) sono stati messi in vendita rispettivamente a luglio e ottobre. I fan di entrambi gli spettacoli hanno criticato il prezzo dei posti a sedere casuali nel locale, che ammontava a centinaia o addirittura migliaia di dollari durante le prevendite o le vendite al pubblico.

### Taylor Swift
La cantautrice americana Taylor Swift ha pubblicato il suo decimo album in studio, Midnights, il 21 ottobre 2022, riscuotendo un grande successo commerciale e ricevendo critiche entusiastiche. Il 1° novembre ha annunciato a Good Morning America e attraverso i suoi account sui social media che il suo sesto tour di concerti, a supporto di Midnights e di tutti i suoi album precedenti, si sarebbe chiamato The Eras Tour. La tappa statunitense, che inizialmente consisteva in 27 date in 20 città, iniziò il 17 marzo 2023 a Glendale, in Arizona, e si concluse il 9 agosto 2023 a Inglewood, in California, con i biglietti venduti tramite Ticketmaster. Questo segna i primi spettacoli di Swift negli Stati Uniti dal suo Reputation Stadium Tour del 2018, che ha battuto il record per il tour statunitense con il maggior incasso della storia. Alcune date, come quelle a Glendale, sono state vendute tramite SeatGeek. A grande richiesta, il 4 novembre Swift ha aggiunto altre otto date negli Stati Uniti a città già esistenti, portando il numero totale di concerti a 35. La domanda più elevata ha spinto ad aggiungere altri 17 spettacoli la settimana successiva, rendendo il The Eras Tour il più grande tour statunitense della carriera di Swift, con 52 date, superando le 38 date del Reputation Stadium Tour.
I biglietti per gli Stati Uniti avrebbero dovuto essere messi in vendita al pubblico il 18 novembre 2022. I titolari della carta Capital One hanno avuto accesso alla prevendita il 15 novembre. I fan registrati al programma Ticketmaster Verified Fan dal 1° al 9 novembre hanno ricevuto un codice di prevendita che garantiva l'accesso esclusivo alla prevendita TaylorSwiftTix il 15 novembre. Swift abbandonò il modello del "biglietto di platino" per il tour. Secondo Ticketmaster, la prevendita TaylorSwiftTix ha fornito "la migliore opportunità per far arrivare più biglietti nelle mani dei fan che vogliono assistere allo spettacolo" evitando bot e bagarini. Ha notato che se la domanda supera l'offerta, è possibile che "i fan verificati possano essere selezionati a caso per partecipare alla prevendita". USA Today ha riferito che l'elenco per le date di Nashville includeva l'avvertenza che "i prezzi dei biglietti possono fluttuare, in base alla domanda, in qualsiasi momento".

## Arresto anomalo del sito web
Il The Eras Tour ha registrato una domanda di biglietti incredibilmente alta, esponendo in ultima analisi problemi significativi nella preparazione operativa. Il 15 novembre, il giorno della prevendita, il sito web di Ticketmaster è andato in crash a seguito di una "domanda senza precedenti con milioni di persone che si sono presentate", interrompendo la prevendita. In meno di un'ora di disponibilità, i server della piattaforma di biglietteria "non sono riusciti a rispondere", e gli utenti hanno riscontrato turbolenze: "completamente disconnessi o in una coda di oltre 2.000 persone che sembrava bloccata", secondo Rolling Stone. Ticketmaster ha immediatamente pubblicato una dichiarazione in cui affermava di stare lavorando per risolvere i problemi "poiché il sito non era preparato ad accogliere la forza di centinaia di migliaia di fan di Swift", e successivamente ha riferito che "centinaia di migliaia di biglietti" erano già stati venduti e ha posticipato il resto della prevendita, inclusa la prevendita di Capital One al 16 novembre. La vendita al pubblico venne poi annullata a causa di "richieste straordinariamente elevate sui sistemi di biglietteria e di un inventario di biglietti rimanente insufficiente per soddisfare tale domanda". il The Eras Tour ha venduto oltre due milioni di biglietti solo nel primo giorno di prevendita, battendo il record storico per il maggior numero di biglietti per concerti venduti da un artista in un solo giorno.
Durante e subito dopo il crash del sito web, Ticketmaster è stato ampiamente criticato dai fan e dai clienti sui social media per il suo modello di biglietteria che ostacolava gli acquisti. Secondo il The New York Times, il fallimento della vendita dei biglietti "ha rotto Internet". "Ticketmaster" è diventato il trend numero uno in tutto il mondo su diverse piattaforme di social media come Twitter e TikTok. La CNN Business ha affermato che la richiesta "astronomica" indicava la popolarità di Swift. Tuttavia, Fortune e Bloomberg News hanno attribuito le critiche al "processo di acquisto multifase spesso confuso di Ticketmaster, afflitto da commissioni aggiuntive", così come a "lunghe attese, problemi tecnici e pessimo servizio clienti".

## Risposte e impatto

### Parti interessate

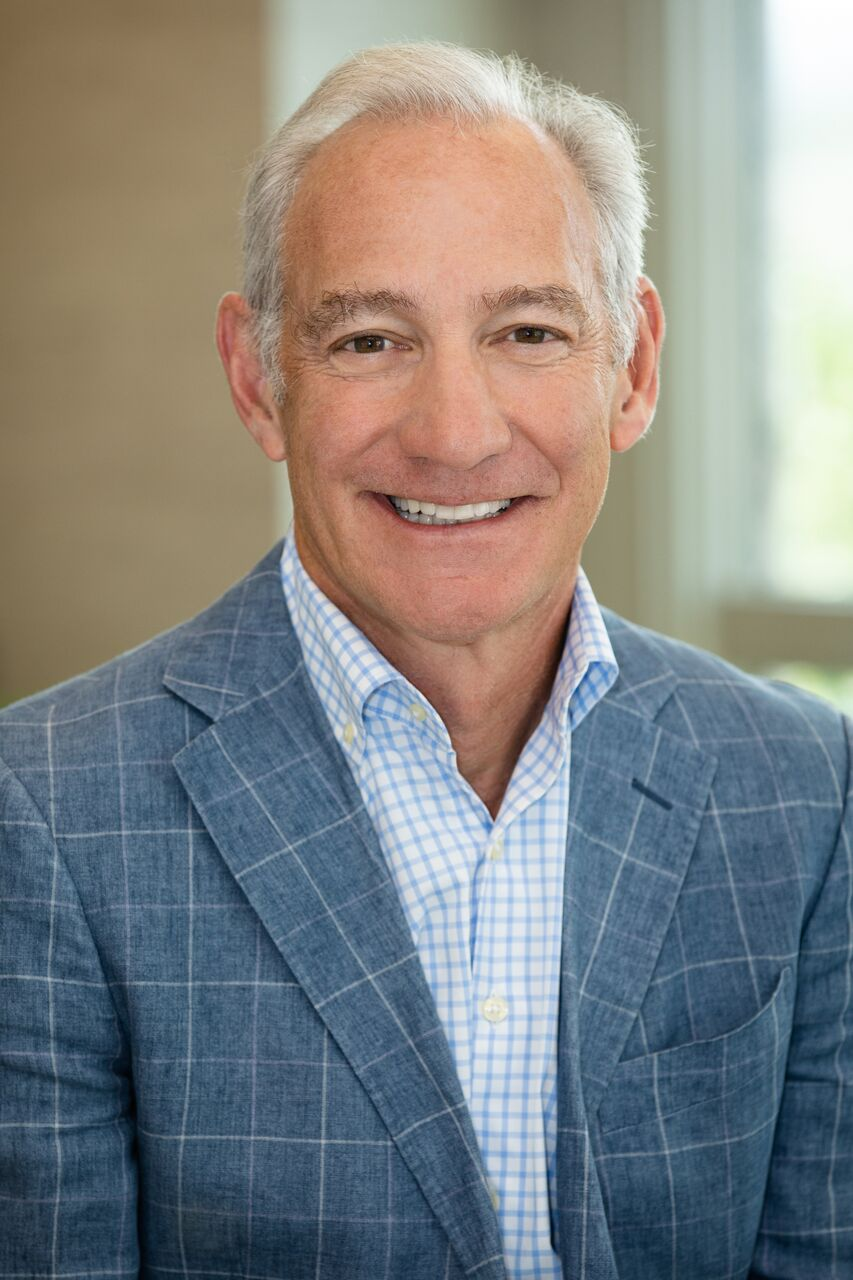
Greg Maffei, presidente di Live Nation Entertainment, nel 2019

Greg Maffei, presidente di Live Nation, ha parlato alla CNBC il 16 novembre. Ha affermato che Ticketmaster si è preparato per 1,5 milioni di fan verificati ma 14 milioni si sono presentati: "avremmo potuto riempire 900 stadi". In una dichiarazione dettagliata, Ticketmaster ha spiegato che 3,5 milioni di fan si sono pre-registrati per il programma Verified Fan, il più grande nella storia della piattaforma, due milioni dei quali sono stati inseriti nella lista d'attesa, mentre 1,5 milioni di persone sono state autorizzate ad acquistare per prime, poiché solo "il 40% dei fan invitati si è effettivamente presentato e ha acquistato i biglietti, e la maggior parte ne ha acquistati in media 3". Tuttavia, il sito web è stato sopraffatto dal numero "sbalorditivo" di fan e dai bot senza codici di prevendita, con il risultato di "3,5 miliardi di richieste di sistema totali, [quattro volte il picco precedente del sito]". Pertanto, Ticketmaster ha tentato di rallentare le vendite inserendo in lista d'attesa più clienti "per stabilizzare i sistemi", il che a sua volta ha prolungato la coda e i tempi di attesa. La società ha confermato il 17 novembre che anche la vendita pubblica del 18 novembre è stata annullata, citando l'impossibilità di soddisfare la domanda.
Maffei ha anche affermato che "AEG, il nostro concorrente, che è il promotore di Taylor Swift, ha scelto di utilizzare noi perché, in realtà, siamo il più grande ed efficace venditore di biglietti al mondo [...] Anche i nostri concorrenti vogliono entrare nella nostra piattaforma." Tuttavia, AEG ha respinto l'affermazione di Maffei secondo cui AEG avrebbe scelto di lavorare con Ticketmaster, affermando che AEG era costretta a lavorare con Ticketmaster poiché "gli accordi esclusivi di Ticketmaster con la stragrande maggioranza dei locali del The Eras Tour ci obbligavano a emettere i biglietti tramite il loro sistema."
Swift ha rilasciato una dichiarazione il 18 novembre 2022, tramite la sua storia su Instagram; ha affermato di essere "arrabbiata" e di aver trovato il fiasco "straziante". Ha affermato di essere protettiva nei confronti dei suoi fan e di voler assicurare loro un'esperienza di qualità, sostenendo che è stato difficile "fidarsi di un'entità esterna con queste relazioni e lealtà". Ha osservato che "non avrebbe trovato scuse per nessuno perché abbiamo chiesto [a Ticketmaster], più volte, se potevano gestire questo tipo di richiesta e ci è stato assicurato che potevano farlo."
Più tardi quello stesso giorno, Ticketmaster ha pubblicato delle scuse "a Taylor e a tutti i suoi fan" tramite il proprio account Twitter, ma ha osservato che "meno del 5% dei biglietti per il tour sono stati venduti o pubblicati per la rivendita sul mercato secondario" come StubHub. Ticketmaster ha inoltre respinto le accuse di pratiche anticoncorrenziali, sottolineando di essere ancora "sottoposta a un decreto consensuale con il Dipartimento di Giustizia in seguito alla fusione del 2010 con Live Nation" e l'assenza di "prove di violazioni sistemiche del decreto consensuale".
L'ex CEO di Ticketmaster, Fred Rosen, non è rimasto scosso dall'indignazione dei fan, dichiarando al Los Angeles Times: "Il pubblico ha cercato tutto questo da solo. [...] Non ho alcuna simpatia per le persone che si lamentano dei prezzi elevati dei biglietti [...] Hanno contribuito a creare questa situazione in cui gli artisti devono guadagnare tutto in tournée. Gli artisti e il mercato stabiliscono i prezzi, e non puoi pagare un prezzo da Motel 6 e soggiornare al Four Seasons Hotels and Resorts." Rosen ha sostenuto che tutte le soluzioni proposte rischiavano di lasciare i fan in una situazione ancora peggiore: "Ticketmaster è stata messa nei guai perché è facile metterli nei guai. [...] Non esiste soluzione che non faccia arrabbiare ancora di più la gente."
Il 12 dicembre 2022, Ticketmaster ha iniziato a inviare e-mail a fan registrati selezionati, "identificati come [fan] che hanno ricevuto un boost durante la prevendita Verified Fan ma non hanno acquistato i biglietti", e li ha informati di una seconda opportunità di acquisto di biglietti, con la quale possono acquistare un massimo di due biglietti ciascuno. Ticketmaster ha dichiarato che il team di Swift ha chiesto all'azienda di creare questa opportunità per i fan. Billboard ha riferito che Ticketmaster ha scelto di vendere i restanti 170.000 posti invenduti in quattro settimane tramite Ticketstoday, una piattaforma di biglietteria originariamente creata per il fanclub della Dave Matthews Band negli anni 2000 ma in seguito venduta a Live Nation, per "ridurre significativamente i tempi di attesa dei fan" ed evitare un elevato traffico sul sito web.

### Fandom e consumatori

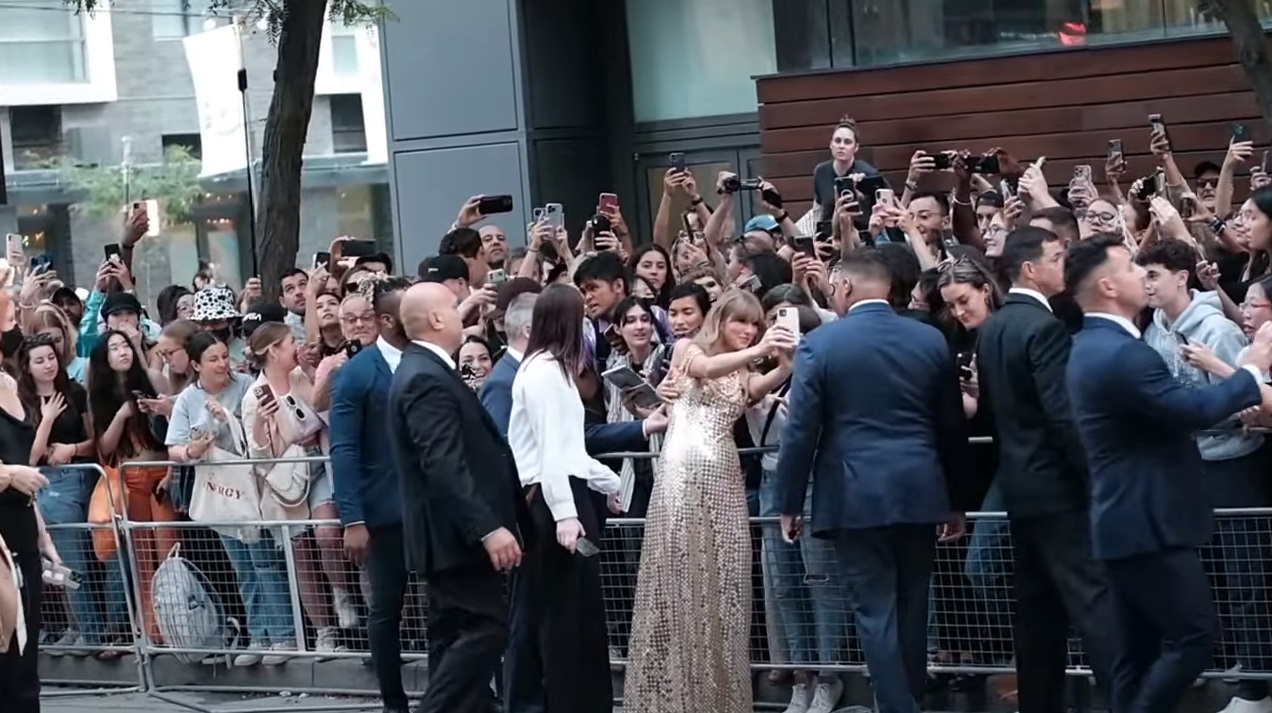
La fanbase di Swift ha avuto un ruolo fondamentale nel trasformare il fiasco in un discorso nazionale sul monopolio di Live Nation nel settore dei concerti musicali.

I fan di Swift, noti come "Swifties", rimasero particolarmente contrariati dal fiasco e alcuni di loro decisero di ricorrere alle vie legali. Gli avvocati fan di Swift hanno mobilitato un gruppo di base chiamato Vigilante Legal LLC., un gioco di parole sulla canzone di Swift del 2022 Vigilante Shit; il suo gruppo principale è composto da oltre 50 professionisti con esperienza in legge, governo, pubbliche relazioni e informatica: "dagli avvocati, a chi lavora nella finanza o nel settore bancario, a chi ha esperienza in materia di antitrust". Il gruppo è stato fondato dall'avvocato americano e fan di Swift, Blake Barnett. Ha dichiarato di aver ricevuto oltre 1.200 risposte al 18 novembre 2022. Vigilante Legal ha anche iniziato a raccogliere prove dai fan che avevano subito "un servizio discriminatorio e discutibile" da parte di Ticketmaster, tra cui una potenziale violazione dell'Americans with Disabilities Act del 1990. Il gruppo ha raccolto le denunce da presentare alla Federal Trade Commission e ai procuratori generali di ogni stato degli Stati Uniti.
Voters of Tomorrow, un'organizzazione di attivisti politici guidata dalla Generazione Z, ha lanciato un'iniziativa antitrust chiamata "SWIFT" (Swifties Working to Increase Fairness from Ticketmaster) il 17 novembre, con l'obiettivo di "riunire gli organizzatori della Generazione Z per sostenere una legislazione che espanda l'autorità federale per supervisionare e prevenire futuri monopoli nel settore dell'intrattenimento".
Per sfuggire ai bagarini, alcuni tifosi hanno sfruttato la loro "comunità affiatata" sulle piattaforme dei social media per creare account come "@ErasTourResell" e "TS Tour Connect" per organizzare una rete di fogli di calcolo, moduli Google e bacheche online, che hanno facilitato lo scambio di biglietti al prezzo nominale tra tifosi che volevano rivendere e tifosi che volevano acquistare. I volontari dell'iniziativa hanno esaminato i biglietti inviati, li hanno verificati tramite registrazioni dello schermo ed e-mail di conferma e hanno pubblicato l'elenco dei biglietti. ErasTourResell è guidata da tre fan di Swift, ovvero Courtney Johnston, Channette Garay e Angel Richards. Secondo il New York Times, la sola ErasTourResell ha organizzato oltre 1.300 transazioni di biglietti tra i fan a partire da marzo 2023. Secondo il The Wall Street Journal, ErasTourResell ha aiutato oltre 3.000 fan a ottenere i biglietti al valore nominale a partire da luglio 2023.

### Azione politica

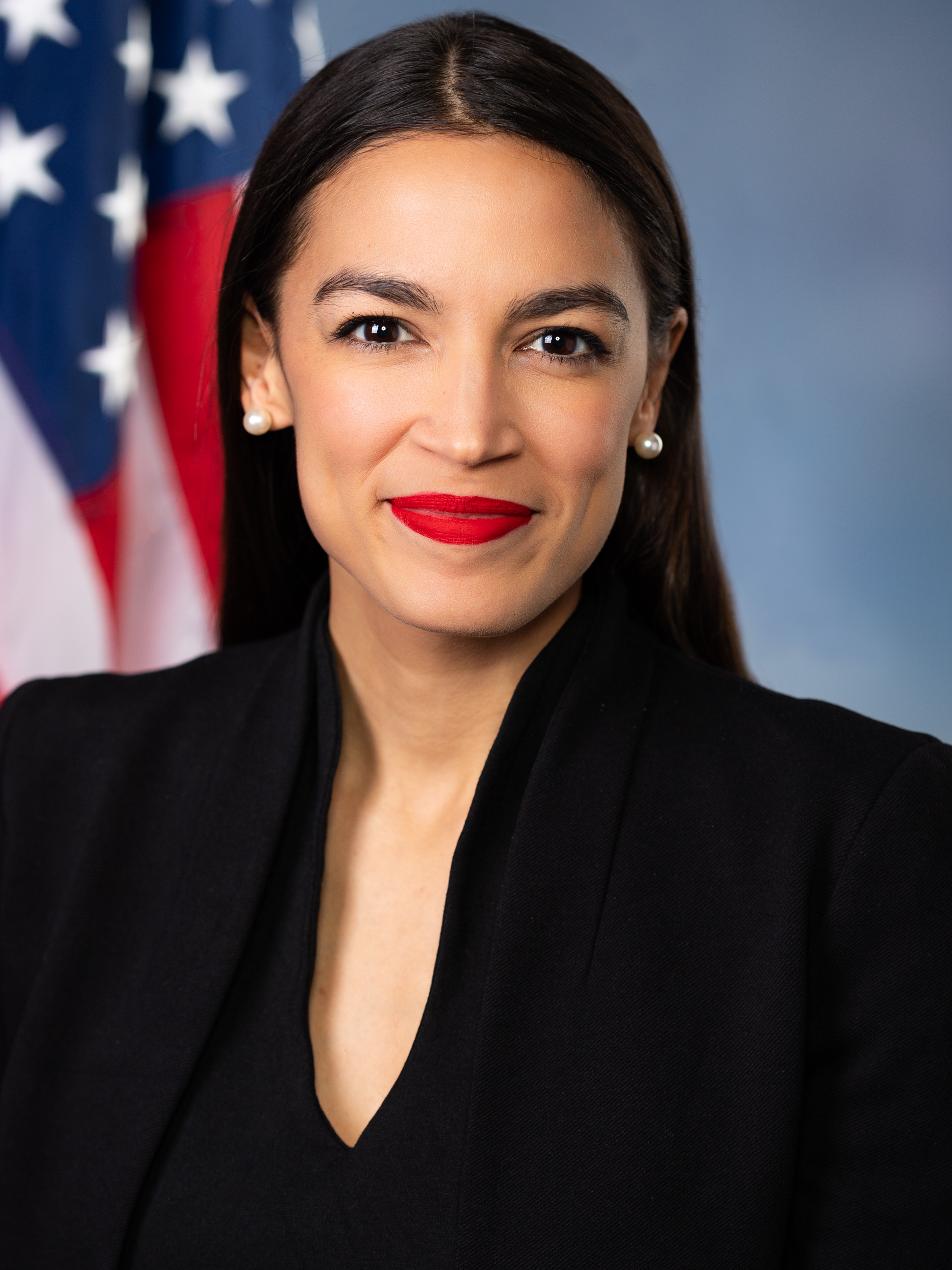
Alexandria Ocasio-Cortez, membro della Camera dei rappresentanti degli Stati Uniti d'America, è stata una delle prime parlamentari statunitensi a criticare Ticketmaster dopo il crash del sito web.

In seguito alla diffusione sui social media di post da parte di clienti indignati per il crash del sito web, diversi legislatori statunitensi e gruppi di consumatori hanno preso atto del problema. Il 15 novembre 2022, Alexandria Ocasio-Cortez, rappresentante degli Stati Uniti per il 14° distretto congressuale di New York, ha twittato che Ticketmaster è un monopolio e che la sua fusione con Live Nation Entertainment deve essere interrotta. Ocasio-Cortez è sempre stata una "ferma oppositrice" alla fusione della società, secondo CNBC. Bill Pascrell, rappresentante degli Stati Uniti per New Jersey's 9th congressional district, ha criticato la fusione tra Ticketmaster e Live Nation e ha dichiarato di aver tentato di acquistare i biglietti, ma di essere stato inserito in una lista d'attesa. Ha inoltre sottolineato di aver già presentato nel 2021 una petizione al Procuratore generale degli Stati Uniti d'America, Merrick Garland, a sostegno di una "forte applicazione delle leggi antitrust da parte della amministrazione [Joe] Biden", insieme ai membri della Camera Frank Pallone, Jerry Nadler, Jan Schakowsky e David Cicilline in una lettera congiunta. Anche Richard Blumenthal, senatore senior del Connecticut, ha sollecitato un'indagine federale sulla concorrenza nel settore della musica dal vivo. Ha affermato che il fiasco "è un perfetto esempio di come la fusione Live Nation/Ticketmaster danneggi i consumatori creando un quasi monopolio".
La senatrice Amy Klobuchar, presidente della sottocommissione giudiziaria del Senato per la politica sulla concorrenza, l'antitrust e i diritti dei consumatori, ha scritto una lettera aperta all'amministratore delegato di Ticketmaster, Rapino, in merito alle sue "serie preoccupazioni" in merito alle attività dell'azienda. Ha scritto: "Il potere di Ticketmaster nel mercato primario dei biglietti lo isola dalle pressioni competitive che tipicamente spingono le aziende a innovare e migliorare i propri servizi. Ciò può portare a drammatici fallimenti di servizio come quelli che abbiamo visto questa settimana, in cui sono i consumatori a pagarne il prezzo".
Il 17 novembre, il procuratore generale della Pennsylvania, Josh Shapiro, ha annunciato che accetterà i reclami dei consumatori in merito alla questione e ha chiesto ai cittadini della Pennsylvania di inviare i loro reclami sul suo sito web. Il procuratore generale del Tennessee, Jonathan Skrmetti, ha avviato un'indagine sui "reclami dei consumatori riguardanti il caos durante la prevendita dei biglietti" per il tour. Ha affermato in una conferenza stampa che "la mancanza di concorrenza [per Ticketmaster] ha portato a un'esperienza negativa e a prezzi più alti per i consumatori". Anche i procuratori generali del Nevada e della Carolina del Nord hanno iniziato a indagare su Live Nation–Ticketmaster per violazioni dei diritti dei consumatori.

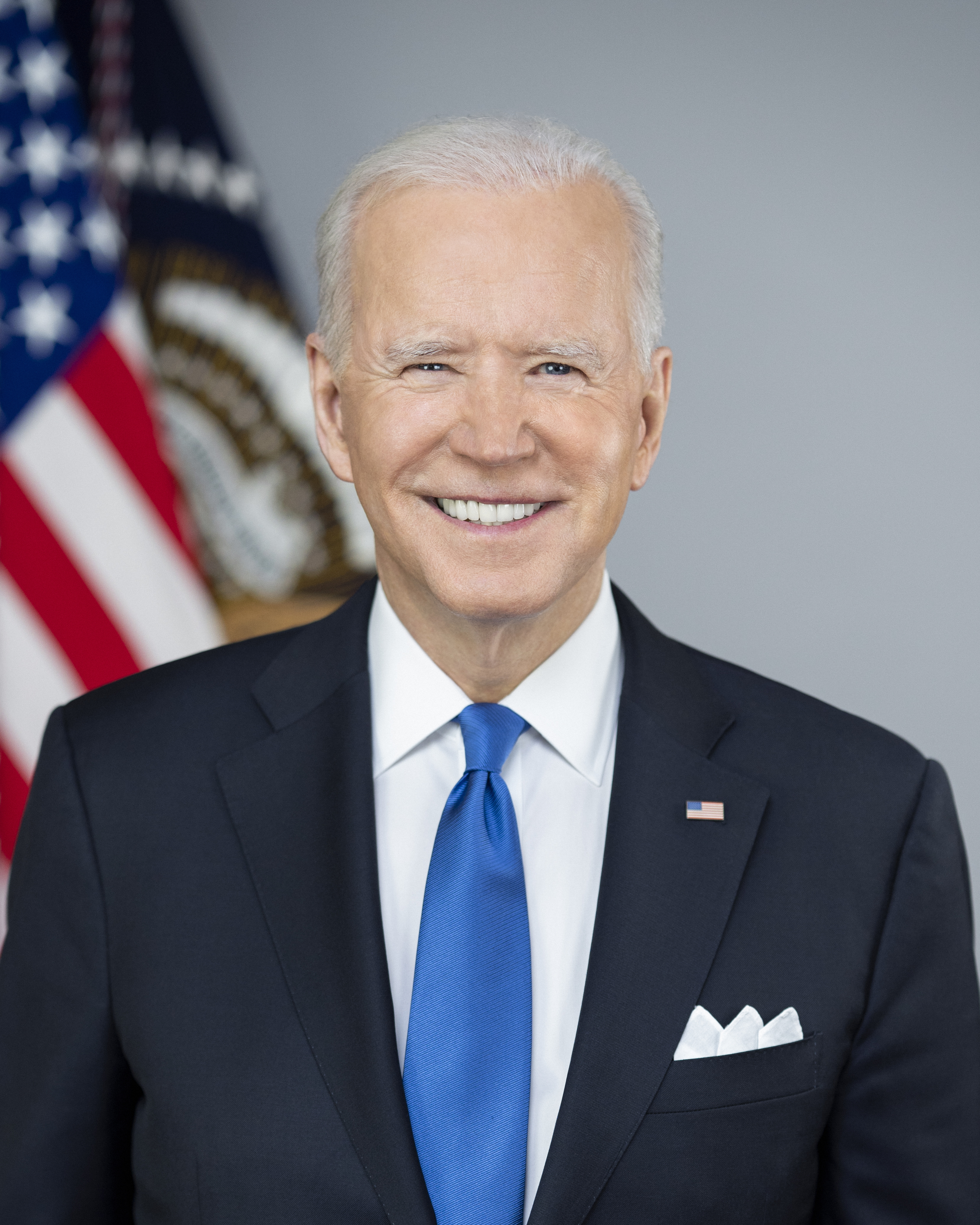
Il presidente degli Stati Uniti, Joe Biden, ha spinto Ticketmaster e altre società di vendita di biglietti ad abbandonare le commissioni inutili, dannose per i consumatori.

Il 18 novembre, Pascrell, co-firmato da altri 30 democratici della Camera, ha presentato una petizione al Dipartimento di Giustizia federale per aprire un'indagine formale sulla questione. Successivamente, il The New York Times ha dichiarato che il Dipartimento di Giustizia aveva precedentemente aperto un'indagine antitrust su Live Nation Entertainment e Ticketmaster. Il 19 novembre, la deputata Cicilline, che presiede la sottocommissione giudiziaria della Camera per il diritto antitrust, commerciale e amministrativo, ha esortato il Dipartimento di Giustizia a indagare sulle società e a smantellarle. Ha twittato che "i tempi di attesa e le commissioni eccessivi di Ticketmaster sono completamente inaccettabili, come si vede oggi" e "Non è un segreto che Live Nation–Ticketmaster sia un monopolio incontrollato". La portavoce della Casa Bianca, Karine Jean-Pierre, ha rifiutato di commentare una potenziale indagine sul fiasco, ma ha affermato che il presidente degli Stati Uniti, Joe Biden, "è stato chiarissimo su questo", citando il suo commento sulla questione: "il capitalismo senza concorrenza non è capitalismo, è sfruttamento". Biden ha successivamente twittato che "milioni di americani torneranno a casa per le vacanze e saranno colpiti da commissioni nascoste 'indesiderate' da compagnie aeree, hotel, forse persino biglietti per uno spettacolo natalizio che la famiglia vuole vedere. Non è giusto. La mia amministrazione sta prendendo provvedimenti per ridurre o eliminare queste commissioni a sorpresa".
Il 23 novembre, Klobuchar e Mike Lee, senatore senior dello Utah, hanno annunciato che la commissione antitrust del Senato degli Stati Uniti terrà un'udienza per affrontare la "mancanza di concorrenza nel settore" di Ticketmaster e Live Nation. Successivamente, il 18 gennaio 2023, è stato annunciato che l'udienza è fissata per il 24 gennaio. Il 29 novembre, Blumenthal e la senatrice Marsha Blackburn hanno scritto una lettera alla Federal Trade Commission (FTC), ponendo domande sui "piani dell'agenzia per combattere l'uso di bot nella biglietteria", e chiedendo di far rispettare il Better Online Tickets Sales Act, una legge federale del 2016 che concede al governo degli Stati Uniti "l'autorità di reprimere coloro che abusano di bot, applicazioni software programmate per eseguire attività automatizzate online, per acquistare grandi quantità di biglietti a scopo di lucro [...] e vieta la rivendita di biglietti acquistati tramite bot, e le persone che vendono illegalmente i biglietti rischiano una multa di $ 16.000." La lettera ha anche evidenziato i prezzi "selvaggi" dei biglietti su siti di terze parti, che arrivano fino a $ 1.000 per un concerto di Bruce Springsteen e $ 40.000 per quello di Adele, affermando che "prevenire questo tipo di danno ai consumatori è esattamente il motivo per cui il Congresso ha scelto di promulgare il BOTS Act sei anni fa e perché entrambi abbiamo scelto di sponsorizzare quel disegno di legge." Il 6 dicembre, la presidente della FTC, Lina Khan, ha detto durante il CEO Council Summit del The Wall Street Journal che aziende come Ticketmaster possono diventare "troppo grandi per preoccuparsene", e ha chiarito che è stato il Dipartimento di Giustizia ad approvare la fusione del 2010. Ha assicurato che il dipartimento "continua a esaminare la questione" e ha aggiunto che la controversia "ha finito per convertire più membri della Generazione Z in anti-monopolisti da un giorno all'altro di quanto avrei potuto fare io".
Nel giugno 2023, i media hanno riferito che, in seguito a un incontro con Biden e la FTC, Ticketmaster, SeatGeek e altre società di biglietteria hanno concordato di abolire le commissioni spazzatura, ovvero costi aggiuntivi aggiunti alla fine dell'acquisto del biglietto, e di mostrare in anticipo ai consumatori la ripartizione delle commissioni. Biden e la direttrice del Consiglio economico nazionale Lael Brainard hanno rilasciato una dichiarazione stampa alla Casa Bianca il 15 giugno 2023, sottolineando l'impegno a vietare a livello federale commissioni ingannevoli e a sorpresa, applicandole anche ai resort e agli affitti. Lo studioso di diritto americano William Kovacic, ex presidente della FTC, lo ha definito "l'adeguamento della politica di Taylor Swift". Nel novembre 2023, la sottocommissione investigativa del Senato ha emesso un mandato di comparizione a Ticketmaster e Live Nation "per documenti relativi ai prezzi dei biglietti, alle commissioni e alle pratiche di rivendita dell'azienda" a seguito di un'indagine durata mesi. Blumenthal, presidente della sottocommissione, ha affermato che la citazione in giudizio è stata una risposta all'ostruzionismo plateale opposto da Live Nation all'inchiesta. Un portavoce di Live Nation ha dichiarato in una nota che la società "ha collaborato volontariamente con il sottocomitato fin dall'inizio e ha fornito informazioni estese". Nell’aprile 2024, il Wall Street Journal ha riferito che il Dipartimento di Giustizia si stava preparando a presentare una causa antitrust contro Live Nation. Il 17 dicembre 2024, la FTC ha ufficialmente approvato la Junk Fees Rule per vietare le “pratiche tariffarie ingiuste e ingannevoli” che nascondono i prezzi totali per vari settori, tra cui gli alloggi a breve termine.

#### Risposta della commissione del Senato

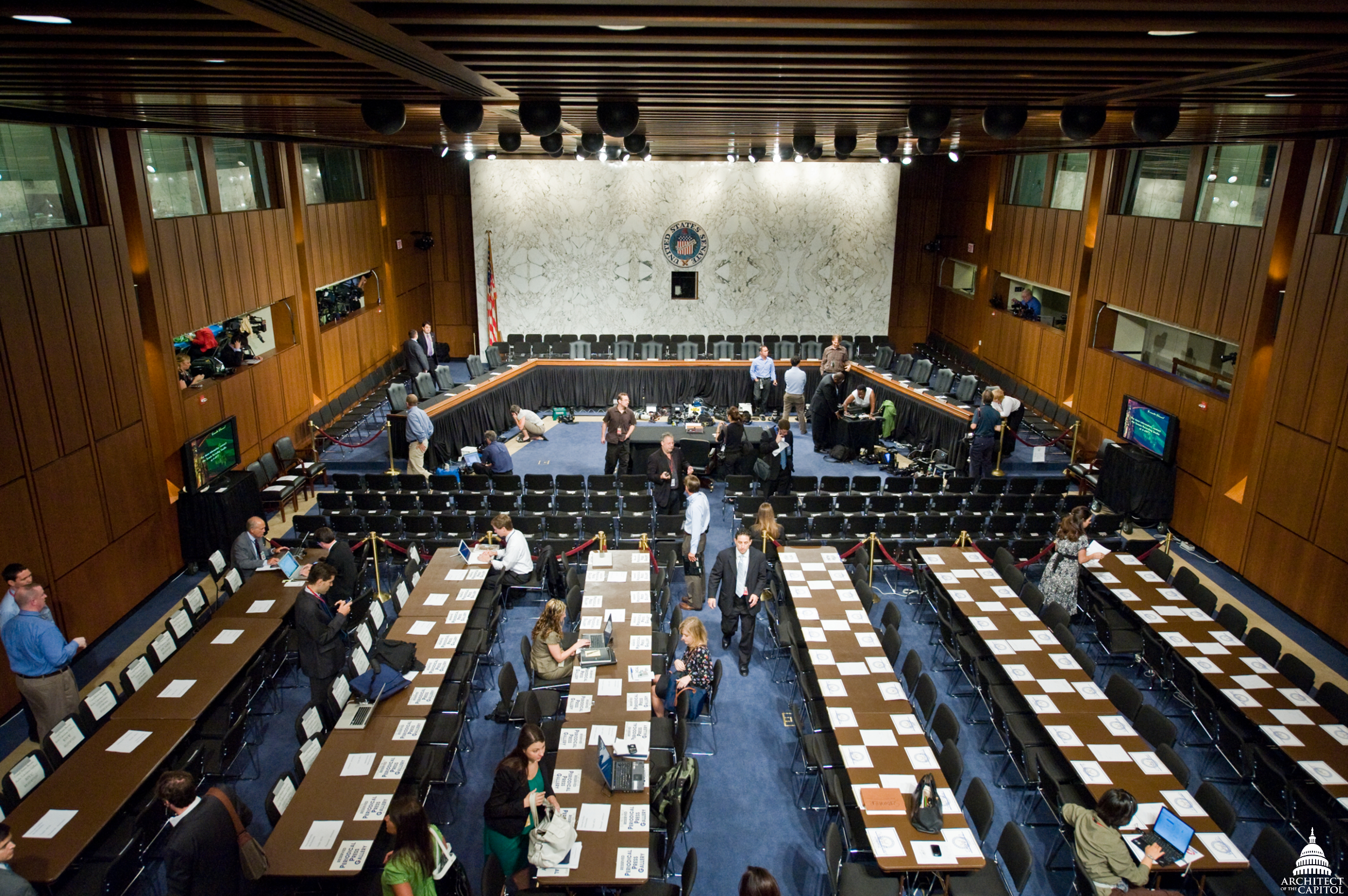
La sottocommissione giudiziaria del Senato degli Stati Uniti per la politica sulla concorrenza, l'antitrust e i diritti dei consumatori ha censurato Ticketmaster in un'udienza presso l'Hart Senate Office Building, Washington, DC, il 24 gennaio 2023.

L'udienza di tre ore sulla questione da parte della commissione giudiziaria del Senato era intitolata "Questo è il biglietto: promuovere la concorrenza e proteggere i consumatori nell'intrattenimento dal vivo", per analizzare "la malcontento latente per il decreto consensuale del 2010 che regola la fusione tra Ticketmaster e Live Nation". L'udienza è stata trasmessa in diretta televisiva. Vari organi di stampa hanno riferito che sia i senatori democratici che quelli repubblicani hanno "torchiato" il rappresentante di Ticketmaster, Joe Berchtold, direttore finanziario della società. I senatori hanno interrogato Berchtold sulle pratiche monopolistiche di Ticketmaster, sulle sue politiche, sui costi dei biglietti, sulla mancanza di trasparenza, sulla mancanza di difesa contro i bot e sull'insensibilità nei confronti degli artisti musicali. Berchtold, pur scusandosi per il fiasco, ha negato le accuse di monopolio e frode, ma ha ammesso che "ci sono diverse cose che avremmo potuto fare meglio, tra cui scaglionare le vendite su un periodo di tempo più lungo e fare un lavoro migliore nel definire le aspettative dei fan per l'acquisto dei biglietti" e ha continuato a dare la colpa al "bagarinaggio dei biglietti su scala industriale" e a un "numero senza precedenti di bot". I testimoni che hanno accusato Ticketmaster includevano Jerry Mickelson, presidente della JAM Creative Productions; e Jack Groetzinger, co-fondatore di SeatGeek. Live Nation ha citato diverse lettere di sostegno nella sua testimonianza, tra cui una del cantante country americano Garth Brooks. Diversi senatori hanno anche citato i testi delle canzoni di Swift nelle loro argomentazioni, incluso il suo singolo del 2022 Anti-Hero. Free Britney America, un'organizzazione di Washington che faceva parte del movimento Free Britney, ha protestato fuori dal Campidoglio degli Stati Uniti durante l'udienza "a sostegno della fine del monopolio di Ticketmaster-Live Nation sul settore degli eventi dal vivo e della biglietteria".
Dopo l'udienza, Billboard ha affermato che i politici di entrambi i partiti, che vedono nelle critiche a Ticketmaster una "questione politica vincente e un'opportunità per raggiungere gli elettori che da tempo si lamentano del gigante della biglietteria", rappresentano una minaccia maggiore per Ticketmaster rispetto alla stessa Swift. Secondo la rivista, il punto di vista dei senatori durante l'udienza è che "se la piattaforma di proprietà di Live Nation non avesse una tale posizione dominante sul mercato (circa l'80% dei grandi locali negli Stati Uniti ha accordi esclusivi con Ticketmaster), una maggiore concorrenza costringerebbe la società a innovare e migliorare i suoi servizi, evitando potenzialmente il tipo di problemi che hanno rovinato la vendita Swift", e ha aggiunto che Ticketmaster è ampiamente "disprezzato" dal pubblico, il che lo rende un "bersaglio facile per una rara azione politica bipartisan". La editorialista del The Washington Post Helaine Olen ha espresso l'opinione che il fiasco di Ticketmaster "è stato così grave da unire i partiti", mentre la giornalista della CNN Allison Morrow ha scritto in un articolo intitolato "Una nazione, sotto Swift" che i fan di Swift hanno unito i due partiti in un modo che "i Padri Fondatori non sono riusciti a prevedere".

#### Progetti di legge e legislazione
La controversia e il "potere delle star di Swift" hanno ispirato una serie di proposte di legge. Secondo Carolyn Sloane, professore associato di economia alla Università della California - Riverside, il fiasco ha stimolato un'azione politica di massa perché Swift "ha ampliato il suo talento attraverso la tecnologia demografica".
A livello federale, Klobuchar e Blumenthal hanno proposto al Senato degli Stati Uniti l'Unlocking Tickets Markets Act, che garantirebbe alla Federal Trade Commission il potere di impedire contratti esclusivi "eccessivamente lunghi" e di aprire il mercato a più società di vendita di biglietti rispetto a una sola, come Ticketmaster. Pascrell e Frank Pallone hanno proposto alla Camera dei Rappresentanti degli Stati Uniti il BOSS e lo SWIFT Act (Better Oversight of Stub Sales and Strengthening Well Informed and Fair Transactions for Audiences of Concert Ticketing), che obbliga i venditori di biglietti a rivelare il costo totale, inclusa una ripartizione delle commissioni, il numero totale di biglietti offerti in vendita entro sette giorni dall'evento e vieta ai promotori o ai dipendenti del locale di rivendere i biglietti a prezzi elevati. Ted Cruz, Maria Cantwell, Jan Schakowsky e Gus Bilirakis hanno proposto il TICKET Act (Transparency In Charges for Key Events Ticketing Act) in entrambe le camere del Congresso, richiedendo alle piattaforme di biglietti di mostrare il prezzo intero nei materiali pubblicitari e di marketing e di rivelare i "biglietti speculativi", ovvero i biglietti che il venditore non possiede al momento della vendita. Nel dicembre 2023, il Senato degli Stati Uniti ha introdotto il Fans First Act, redatto da Klobuchar, Blackburn, John Cornyn, Ben Ray Luján, Roger Wicker e Peter Welch, per affrontare il problema delle commissioni nascoste, dei bot di scalping e della mancanza di chiarezza sul fatto che un biglietto venga venduto dal venditore principale o da una terza parte.
La questione ha spinto anche diversi stati americani a legiferare in materia. L'Assemblea dello Stato di New York ha promulgato un disegno di legge nel dicembre 2022 proposto dal membro Kenny Burgos "per reprimere il bagarinaggio e controllare il mercato della rivendita dei biglietti". Nella legislatura dello Stato di Washington, la rappresentante Kristine Reeves ha presentato nel gennaio 2023 il TSWIFT Consumer Protection Act, che impone il divieto di bot o software per acquistare biglietti e restrizioni sui prezzi dinamici. Quando il disegno di legge si è arenato, Reeves ha affermato che Ticketmaster ha assunto dei lobbisti per "uccidere" il suo disegno di legge e "spera di riformulare la misura nella prossima sessione legislativa". La Camera dei rappresentanti del Minnesota ha approvato il disegno di legge "House File 1989" - il titolo è un riferimento all'album del 2014 di Swift 1989 - per obbligare Ticketmaster e altre società a rivelare tutti i prezzi e le commissioni in anticipo. I membri della Corte generale del Massachusetts hanno presentato il "Taylor Swift Bill" nel marzo 2023, che obbliga le società di biglietteria a rivelare in anticipo i costi totali dei biglietti e a vietare i prezzi dinamici nello stato. Il Governatore del Texas Greg Abbott ha firmato la legge "Save Our Swifties" nel maggio 2023, vietando l'uso di bot e altre tecnologie per l'acquisto in blocco di biglietti per concerti. La violazione comporterà una sanzione fino a $ 10.000 per ogni biglietto acquistato. L'Assemblea dello Stato della California ha approvato il disegno di legge 8, sponsorizzato da Laura Friedman, Jacqui Irwin e Scott Wilk, che richiede ai venditori di biglietti di rivelare in anticipo i prezzi totali. In una dichiarazione al Washington Post, Ticketmaster ha rifiutato di commentare qualsiasi presunta negoziazione con i legislatori in merito alle proposte di legge, ma ha osservato che ha dovuto "intensificare il nostro impegno con i responsabili politici perché sono inondati di disinformazione diffusa dai bagarini".

### Cause legali

#### Barfuss contro Live Nation Entertainment e Ticketmaster
Un gruppo di fan, composto da 26 querelanti provenienti dagli Stati Uniti, ha intentato una causa il 2 dicembre 2022 presso la Corte superiore della contea di Los Angeles, contro Ticketmaster e Live Nation per "inganno intenzionale", "frode, fissazione dei prezzi e violazioni antitrust". Ha richiesto una sanzione civile di 2500 dollari per ogni violazione della legge sulla concorrenza sleale della California, insieme ai querelanti che chiedevano il rimborso delle spese legali e qualsiasi ulteriore risarcimento che la corte ritenesse opportuno. Da quando è stata intentata la causa, circa altri 150 fan hanno espresso interesse ad aderirvi, secondo l'avvocato del gruppo, Jennifer Kinder. Kinder ha dichiarato al Washington Post: "Ticketmaster ha interferito con la base di fan sbagliata". La causa ha anche affermato che Ticketmaster "si è ritagliata piccoli territori" per i concorrenti come SeatGeek per nascondere "il livello di potere monopolistico e controllo" che la società ha, ha intenzionalmente consentito a bagarini e bot di accedere alla prevendita e "ha fornito più codici di quanti biglietti avesse". La causa ha anche nominato la contea di Los Angeles, dove ha sede Ticketmaster, come imputata.
Julie Barfuss, la principale querelante, ha affermato che dopo aver tentato di acquistare i biglietti numerose volte senza successo, Barfuss ha chattato con un addetto al servizio clienti, il quale le ha riferito che il sistema considerava Barfuss un bot per aver tentato di acquistare i biglietti 41 volte. Anche la carta di Barfuss è stata rifiutata 41 volte, addebitandole una somma aggiuntiva di $ 14.286,70 a causa dei tentativi di acquisto. Successivamente il tribunale ha sospeso la causa sostenendo che i querelanti avevano accettato di risolvere la controversia tramite arbitrato, ma il caso è stato riaperto dalla Corte d'appello degli Stati Uniti per il nono circuito dopo che i querelanti hanno sostenuto di essere stati "ingannati" da un accordo arbitrale poco chiaro da parte di Live Nation. La corte d'appello federale ha stabilito che i querelanti hanno "rinunciato al loro diritto di citazione in giudizio". I media hanno poi riferito che entrambe le parti hanno concordato di portare il caso a un processo formale presso la Corte distrettuale degli Stati Uniti per il distretto centrale della California, con la prima udienza il 28 marzo 2023; alcuni querelanti hanno tenuto cartelli fuori dal campus del tribunale durante l'udienza.

#### Sterioff contro Live Nation Entertainment e Ticketmaster
Il 20 dicembre, un'altra causa, un'azione collettiva federale, è stata presentata alla Corte distrettuale degli Stati Uniti per il distretto centrale della California, da una fan di Swift di nome Michelle Sterioff, accusando Live Nation–Ticketmaster di aver violato "intenzionalmente e intenzionalmente" le leggi antitrust e di aver tratto in inganno "milioni di fan" facendogli credere che avrebbero impedito a bot e bagarini di partecipare alla vendita dei biglietti. La causa menziona violazioni del California Consumers Legal Remedies Act, della legge sulla concorrenza sleale, della legge sulla pubblicità ingannevole, del quasi-contratto / restituzione / arricchimento ingiusto e di altro tipo. Sterioff chiese al tribunale un provvedimento ingiuntivo, danni legali, danni punitivi e spese legali, tra gli altri.
In un documento depositato il 24 febbraio, Live Nation ha chiesto al giudice di respingere l'azione collettiva e di costringere invece il querelante ad essere ascoltato privatamente in arbitrato, citando la sentenza della corte d'appello federale nella causa Barfuss che ha confermato l'arbitrato. Reuters ha espresso l’opinione che le aziende solitamente preferiscono l’arbitrato al ricorso in tribunale per tentare di risolvere rapidamente i problemi e ridurre i potenziali danni. Nell'agosto 2023, entrambe le parti hanno concordato di sospendere il caso, concordando "di continuare le discussioni in corso per raggiungere un accordo tramite mediazione". Il 12 dicembre 2023, Sterioff ha presentato un avviso di archiviazione volontaria, chiedendo di porre fine alla causa. Rolling Stone ha affermato che "non è chiaro se sia stato raggiunto un qualche tipo di accordo nella causa".

#### Stati Uniti contro Live Nation Entertainment e Ticketmaster

Mappa che mostra i 29 Stati federati degli Stati Uniti d'America che hanno cofirmato la causa intentata dal Dipartimento della giustizia degli Stati Uniti d'America contro Live Nation–Ticketmaster.

Nel maggio 2024, il Dipartimento di Giustizia degli Stati Uniti ha avviato una causa antitrust contro Live Nation-Ticketmaster, chiedendo lo scioglimento della fusione. Il caso è stato depositato presso la Corte distrettuale degli Stati Uniti per il distretto meridionale di New York. Il procuratore generale aggiunto degli Stati Uniti, Jonathan Kanter, ha dichiarato in una dichiarazione alla stampa che "l'industria della musica dal vivo in America è in crisi perché Live Nation-Ticketmaster ha un monopolio illegale" e che la causa mira a rimuovere il monopolio a vantaggio sia dei fan che degli artisti. La rivista Rolling Stone ha riferito che una causa intentata dal dipartimento "è stata una delle azioni legali potenziali più attese nel settore della musica dal vivo" da quando l'indagine del dipartimento sulla fusione è stata ufficialmente confermata nel 2022. Inoltre, un giorno dopo l'archiviazione del caso, è stata anche presentata presso lo stesso tribunale una causa per i consumatori che chiedeva un risarcimento di 5 miliardi di dollari da parte di Live Nation Entertainment per potenziali milioni di individui che avevano acquistato biglietti tramite Ticketmaster.

## Accoglienza mediatica

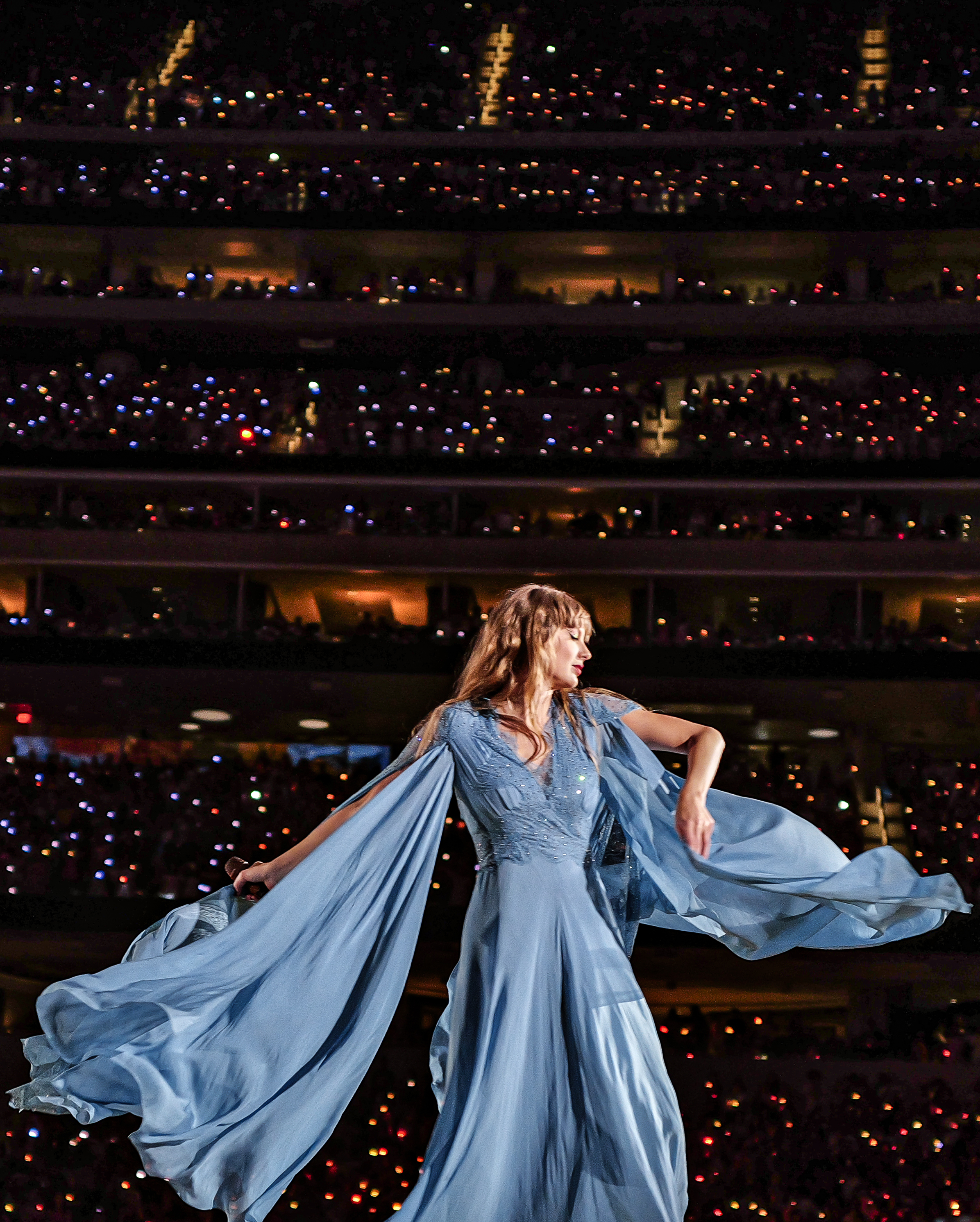
Swift si esibisce nell'ultima data (9 agosto 2023) della prima tappa statunitense del The Eras Tour.

Diversi giornalisti hanno sottolineato l'attenzione che la controversia ha attirato sui monopoli e come ciò potrebbe avere effetti positivi per l'industria musicale. Fortune ha affermato che la controversia "ha scatenato un movimento politico dei tifosi per abbattere Ticketmaster". Pitchfork ha chiesto: "C'è qualche altro artista [oltre a Swift] che potrebbe imporre l'urgenza dell'indagine federale su un monopolio dell'industria musicale semplicemente andando in tour?" Arwa Mahdawi ha scritto sul The Guardian: "Swift ha avuto una carriera incredibilmente impressionante. Ma sapete cosa? Se riesce a far sì che la gente si soffermi e presti attenzione allo stato vergognoso delle leggi antitrust negli Stati Uniti, credo che sarà il suo più grande risultato". Brooke Schultz della Associated Press ha discusso di come i fan di Swift abbiano amplificato il crash di un sito web trasformandolo in un movimento politico e li abbiano considerati un gruppo demografico influente per gli elettori durante le elezioni: "l'enorme potere e le dimensioni del fandom di Swift hanno stimolato conversazioni sulla disuguaglianza economica, semplicemente simboleggiate da Ticketmaster". Variety ha osservato che Ticketmaster–Live Nation non ha ammesso la propria colpevolezza per il problema, "difendendosi senza mezzi termini" dall'indagine federale e scusandosi solo dopo "un conseguente calo delle azioni Live Nation di quasi l'8% nelle contrattazioni di venerdì (18 novembre 2022)."
La rivista americana sul business dei concerti Pollstar ha previsto che Swift avrebbe incassato 728 dollari milioni di dollari in 52 date negli Stati Uniti e "la sbalorditiva cifra di un miliardo di dollari" a livello internazionale, superando il record assoluto di Ed Sheeran con meno della metà delle 255 date del suo ÷ Tour; diventerebbe il primo tour nella storia a incassare una somma di un miliardo di dollari. La pubblicazione scrisse: "Per dirla in un altro modo: se Taylor Swift fosse un paese e la sua economia fosse basata esclusivamente sulla vendita dei biglietti, sarebbe la 199ª economia più grande del mondo, equivalente a una piccola nazione caraibica."
Un episodio del dicembre 2022 di Impact, un programma settimanale di Nightline su Hulu che fornisce "uno sguardo approfondito alle storie e alle questioni che dominano lo zeitgeist" mettendo in luce le "persone reali colpite dal problema", intitolato "Taylor's Ticketmaster Disaster", si è concentrato sulla controversia.

### Inchiesta della stampa
L'8 dicembre 2022, Slate ha pubblicato un'analisi critica del discorso sulla controversia, concludendo che i fan di Swift hanno ragione nel dire che Ticketmaster li "frega" per trarne profitto. I dati statistici, su un campione di oltre 2.200 utenti, hanno mostrato che coloro che avevano ricevuto gli speciali "boost" dei Fan Verificati (tra cui codici offerti ai clienti che avevano precedentemente acquistato i biglietti per il Lover Fest cancellato e che avrebbero dovuto avere la priorità) hanno avuto meno successo nell'ottenere i biglietti rispetto a coloro che non avevano ricevuto alcun tipo di boost. Il rapporto ha concluso che "sembra che i potenziamenti non solo non abbiano aiutato, ma abbiano addirittura danneggiato", ma ha anche sottolineato che il potenziamento "ha funzionato come previsto" solo per gli utenti di SeatGeek.
Il 12 dicembre, il The Wall Street Journal, citando "persone a conoscenza della questione", ha pubblicato i dati relativi all'incidente. Si diceva che ci fossero 2,6 milioni di posti per il tour, per i quali si erano registrate 3,5 milioni di persone tramite il programma fan, 1,5 milioni delle quali avevano ottenuto i codici di prevendita, il che in genere si tradurrebbe in 1,8 milioni di biglietti venduti. Quel giorno, invece, 12 milioni di entità uniche, tra cui bot scalper, hanno visitato il sito web e hanno inoltrato 3,5 miliardi di richieste utente al sito, causando il crash; sono stati venduti 2,4 milioni di biglietti prima che il sito web si bloccasse completamente e rimangono 163.300 biglietti che erano stati assegnati alla vendita generale annullata, ovvero il sei percento dei posti totali. Il Wall Street Journal ha anche espresso l'opinione che se Ticketmaster non avesse aperto la vendita di un gran numero di biglietti in un unico giorno e avesse piuttosto suddiviso la vendita in modo scaglionato su più giorni in base alle sedi, in modo simile a quanto fatto dalla piattaforma per il Reputation Stadium Tour, la prevendita non sarebbe crollata.
Il 3 gennaio 2023, The Guardian ha riferito che Live Nation–Ticketmaster sta spendendo “molto” nella sua campagna di lobbying presso il Dipartimento di Giustizia, così come in leggi volte a “una maggiore trasparenza sulla vendita dei biglietti”.
Il 23 gennaio, il Los Angeles Times ha pubblicato un articolo intitolato "Come Ticketmaster è diventato il nome più odiato nella musica", in cui affermava che un "dirigente di concerti di alto rango", parlando in condizione di anonimato, aveva dichiarato che "Ticketmaster ha commesso un errore nel mettere in vendita tutti i biglietti degli Eras contemporaneamente e nel consentire ai fan di scegliere i propri posti, il che ha portato a un ingorgo nel traffico" e che "il database dei fan verificati era pieno di rivenditori con indirizzi email falsi".

### Eredità
Forbes e The Hollywood Reporter hanno nominato Swift come una delle donne più potenti nello spettacolo del 2022. Entertainment Weekly ha elencato "Swifties vs. Ticketmaster" come uno dei più grandi momenti della cultura pop del 2022. Allaire Nuss della rivista ha scritto: "Se mai ci fosse stata un'artista con abbastanza abilità nella cultura pop da abbattere il monopolio più odiato dell'industria musicale, quella sarebbe stata Taylor Swift". A causa della controversia, il The Washington Post ha proclamato che il 2022 è un altro anno in cui Swift ha dominato, mantenendo "una presa indistruttibile sul nostro mondo sempre più frammentato - e sul suo discorso - in un modo che quasi nessun altro può". Vox ha descritto la controversia nel suo montaggio di fine anno che riassume gli importanti eventi mondiali del 2022. Il The A.V. Club ha elencato "Ticketmaster affronta l'ira degli Swifties" come una delle 30 più grandi notizie di cultura popolare del 2022.

## Ulteriori controversie
In seguito alla controversia, i fallimenti tecnici di Ticketmaster in vari altri tour di concerti hanno ricevuto l'attenzione dei media e le critiche dei fan, spesso paragonati al fiasco dell'US Eras Tour. Nel dicembre 2022, Ticketmaster è stata nuovamente al centro di polemiche dopo che a un numero "senza precedenti" di persone sono stati venduti biglietti falsi per le date di Città del Messico del World's Hottest Tour, il tour del 2022 del rapper e cantante portoricano Bad Bunny. La piattaforma ha affermato che i biglietti falsi "hanno causato un'intermittenza temporanea nel sistema di controllo degli accessi, che purtroppo ha impedito per alcuni istanti l'identificazione dei biglietti legittimi". Ricardo Sheffield, capo dell'agenzia messicana per la protezione dei consumatori, ha dichiarato in un'intervista a Radio Fórmula che Ticketmaster sarebbe stata costretta a pagare una multa fino al 10 percento dei suoi guadagni del 2021 oltre a un "risarcimento non inferiore al 20% del prezzo pagato". Il 26 dicembre 2022, il cantante country americano Zach Bryan ha criticato Ticketmaster per la gestione del suo Burn Burn Burn Tour (2023) e ha elencato i biglietti non trasferibili per fermare i bagarini. Ha continuato a pubblicare un album dal vivo, intitolato All My Homies Hate Ticketmaster.
Nel febbraio 2023, la cantante americana Beyoncé ha annunciato il suo nono tour di concerti, il Renaissance World Tour, per il quale ha collaborato anche con Ticketmaster. La notizia ha creato preoccupazioni sui social media circa l'affidabilità di Ticketmaster, con i fan che temevano un fiasco simile a quello di Swift. Tuttavia, Ticketmaster ha rilasciato una dichiarazione in cui afferma che la domanda per il Renaissance World Tour "si prevede sarà alta" e si è impegnata a implementare un "processo di verifica multifase" per garantire che i biglietti vengano venduti agli spettatori dei concerti piuttosto che ai bagarini. La compagnia avrebbe continuato a vendere i biglietti tramite il suo programma Verified Fan per la tappa nordamericana del tour, ma avrebbe sostituito la vendita generale (come nel caso di Swift) con una vendita scaglionata, oltre a non programmare inizialmente una vendita pubblica.
Nel marzo 2023, anche i fan dell'artista musicale canadese Drake hanno intentato una class action contro Ticketmaster presso la Corte superiore del Quebec, accusandola di inganno intenzionale e frode. Gli attori hanno sostenuto che la vendita del It's All a Blur Tour, un tour di concerti co-headliner di Drake e 21 Savage, "inganna intenzionalmente i consumatori per il guadagno finanziario di Ticketmaster" nascondendo informazioni su date di spettacoli aggiuntivi per aumentare la domanda e i prezzi dei biglietti. La causa chiede 300 dollari di danni punitivi per cliente e danni compensativi che coprano la differenza tra i prezzi dei biglietti "Official Platinum" e il costo regolare dei posti.
Per l'Eurovision Song Contest 2023 a Liverpool nel maggio 2023, l'Unione europea di radiodiffusione (EBU) e l'emittente ospitante BBC hanno stretto una partnership con Ticketmaster. Prima che la piattaforma di prenotazione dei biglietti fosse attiva, molti utenti si lamentavano del fatto che il sito web di Ticketmaster si fosse bloccato con un errore 500. I biglietti per la finale del concorso sono andati esauriti in 36 minuti, mentre i biglietti rimanenti disponibili sono andati esauriti circa un'ora dopo. In seguito, i biglietti sono stati resi disponibili su piattaforme di rivendita di terze parti come Viagogo, con un biglietto di ingresso generale per la finale, originariamente al prezzo di £, venduto fino a £11,800.
Nel giugno 2023, le date di Parigi e Lione del The Eras Tour hanno registrato la richiesta di prevendita più alta di sempre in Francia. Angelo Gopee, responsabile di Live Nation France, ha dichiarato: "la domanda è tale che molti si sono ritrovati in una coda virtuale solo per iscriversi alla mailing list che, potenzialmente, aprirà l'accesso alla biglietteria. A memoria, non avevamo mai visto una cosa del genere in Francia". Ticketmaster ha interrotto le prevendite francesi l'11 luglio 2023, a seguito di problemi di accesso. Nel luglio 2023, la vendita dei biglietti per il The Eras Tour nel Regno Unito è stata gestita da Ticketmaster e AXS. Forbes ha segnalato un'ampia speculazione sui biglietti del tour nel Regno Unito, con la loro immediata ripubblicazione su siti come StubHub e Viagogo a prezzi esorbitanti, oltre a crash del sito web. Kevin Brennan, membro del Parlamento di Cardiff, ha chiesto un dibattito nella Camera dei Comuni del Regno Unito sui bagarini e sul piano del governo per affrontarli.